# Station (Nouvelle-Zélande)
Pour les articles homonymes, voir Station.

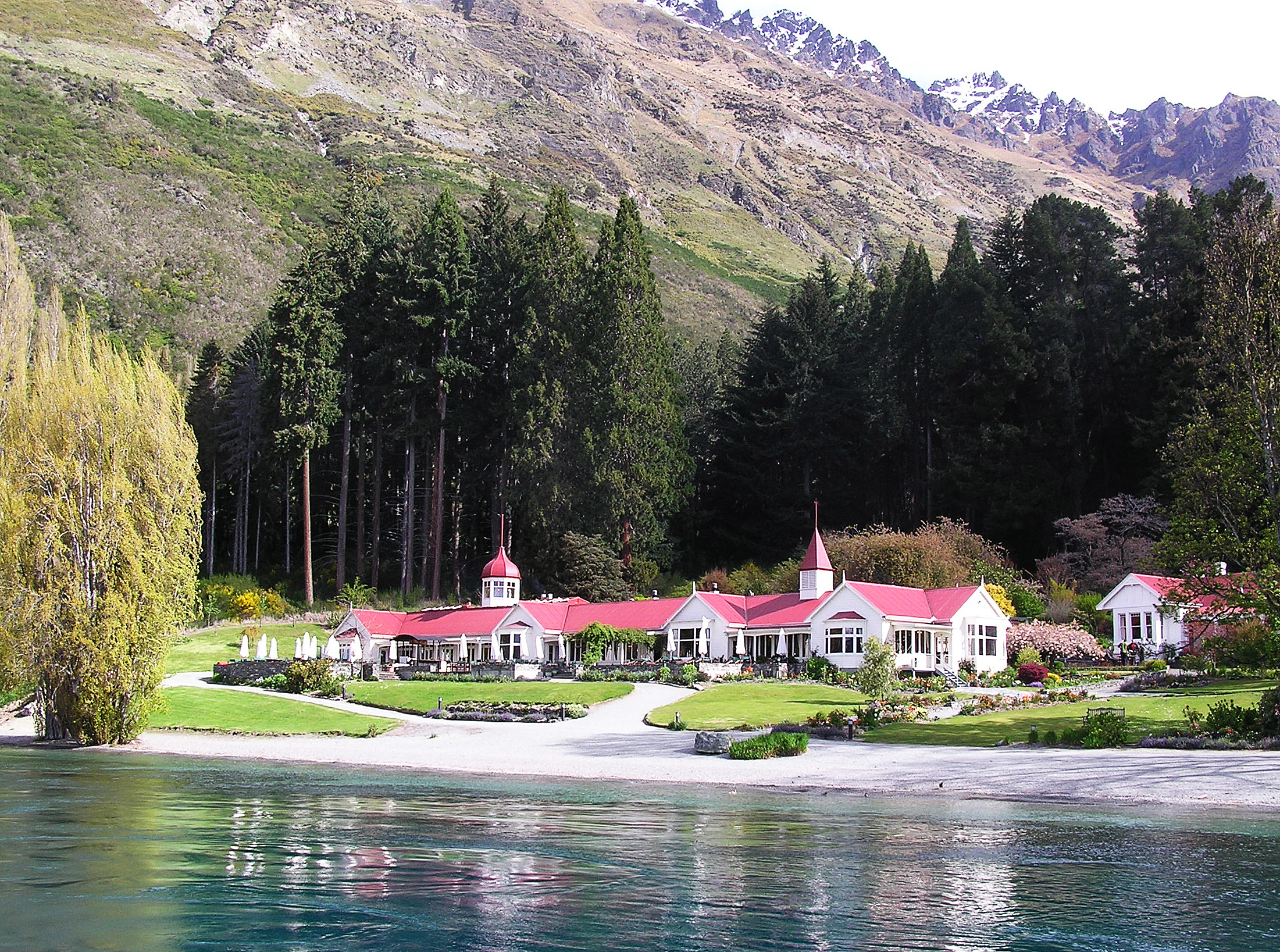
Station à moutons de Walter Peak, en Nouvelle-Zélande.

Une station en Nouvelle-Zélande est une grande ferme d'élevage de bétail, semblable au ranch américain. Ce terme est également employé en Nouvelle-Calédonie pour désigner les « stations d'élevage ».
La Nouvelle-Zélande produit et exporte sa viande ovine surtout en Grande-Bretagne.

## Stations remarquables
- Castle Hill Station
- Erewhon, nommée d'après le roman de Samuel Butler
- Mesopotamia Station
- Molesworth Station, la plus grande du pays